# 班图大迁徙

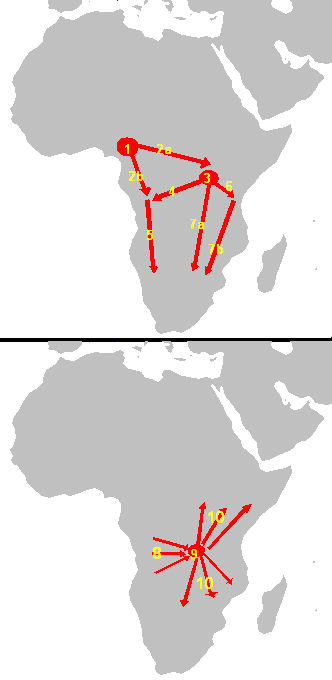
菲利普逊与努尔斯制定的时间顺序图 (2003):
1 = 4,000–3,500 BP: 始发地
2 = 3,500 BP: 最初的迁徙
"早期分裂": 2.a = 东部, 2.b = 西部
3 = 2,000–1,500 BP: 乌内韦人 东部班图人阶段
4–7:向南进发
9 = 2,500 BP: 刚果阶段
10 = 2,000–1,000 BP: 最后阶段

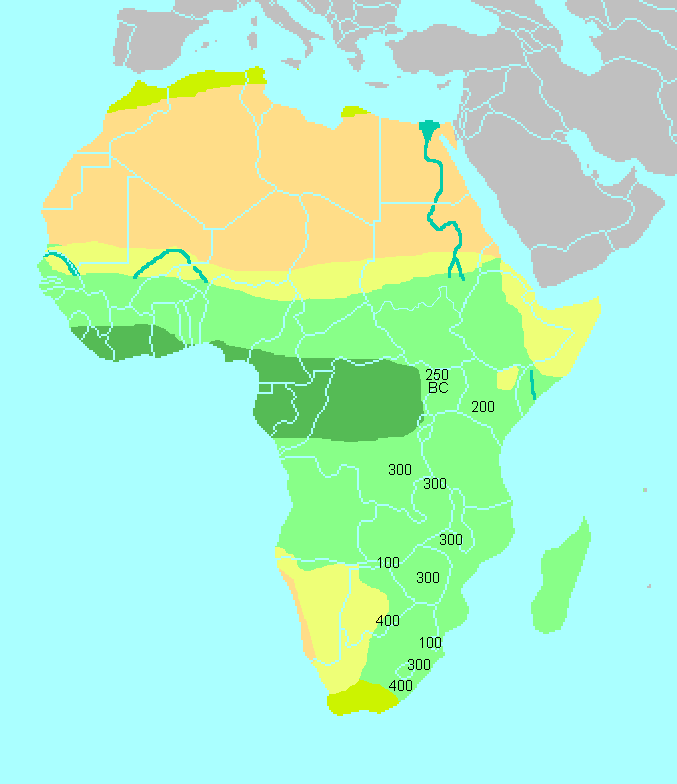
指示早期铁器时代在非洲分布的地图；除“ 250 BC”日期外，所有数字均为公元后日期。

班图大迁徙是一系列的原始班图语使用者从西-中部非洲的原住地前往撒哈拉以南非洲地区的迁移  。在此过程中，说原始班图语的定居者替代了或吸收了他们所遇到的先前存在的狩猎者和牧民群体。
这种扩展的主要证据是语言学的证据–整个赤道非洲地区使用的许多语言都非常相似，这表明其母语使用者有着共同的文化渊源。班图语的语言核心是尼日尔-刚果语系的一个分支，位于喀麦隆和尼日利亚的毗邻地区。然而，试图追踪扩张的确切路径，使其与考古学证据和遗传证据相关联的尝试尚无结果。因此，尽管这种扩张已经被广泛接受，但是它的许多方面仍然令人怀疑并受到争议。 
据信，这种扩张在三千至两千年前至少发生过两次（约公元前1000年至公元1年之间）。语言学分析表明，扩张是朝两个方向进行的：第一次跨越刚果森林区域的北部边界或沿边界（朝着东非）扩张  ；而第二次（可能还有更多次）沿着非洲海岸向南延伸到加蓬，刚果民主共和国与安哥拉（沿刚果河水路网南北向流动的河流内陆）。最早是在公元300年的时候，迁徙者到达南非。        

## 迁徙的理论
班图学家认为，班图人的扩张很可能始于喀麦隆和尼日利亚之间的高地。跨越边界地区60,000 平方千米的曼比拉高原地区被认为包含“留在原地的班图人”的残存部分，大部分讲班图语者都离开了该地区。 基恩·哈劳特 （Jean Hurault）（1979、1986＆1988）和里格贝尔特·图齐 （Rigobert Tueche）（2000）在该地区的独立研究表明，该地区自公元前3000年起被有着相同文化的群体占据长达5000年。 巴门达高原的大多数族群与南方蒙比利亚地区接壤（迄今已在这里定居了2千年），具有从北方曼比拉高原方向迁徙下去的古老历史。
最初，考古学家认为他们可以在该地区的古代文化中找到考古上的相似之处，因为班图人被认为曾穿越过这些文化地区。语言学家对语言进行分类并创建谱系表，认为他们可以重建他们文化中的一些东西。他们认为这种扩张是由于农业的发展，陶瓷的制造以及铁的使用而引起的，这同样使得新的地区得以开发。 1966年，罗兰·奥利弗（Roland Oliver）发表了一篇文章，将这些相关性作为合理的假设进行了介绍。 
假定的班图大迁徙赶走或吸收了原先居住在南部非洲的过着原始捕猎采集社会的科伊桑人。在东部和南部非洲，班图语使用者可能从其他的他们接触到的库希特语族-和尼罗河语族使用者那里学会了畜牧。在班图大迁徙的几个世纪之前，畜牧业就已经传播到了遥远的南方。考古学，语言学，遗传学和环境证据都支持这样的结论，即班图人的扩张是人类重要的迁徙。

## 尼日尔-刚果语系
尼日尔-刚果语系由遍布撒哈拉以南非洲的大量语言组成。广泛遍布于中非，南部和东部非洲
包括班图语在内的大多数尼日尔-刚果语的一个特征是声调的使用。它们通常没有屈折变化，但是语法中有性的变化，某些语言有两种性（名词类别）。动词的根趋于保持不变，而使用冠词或者助动词表示时态与语气。例如，在多种语言中，不定词是表示未来时的助动词。

## 大迁徙前的人口
在说班图语的农民迁徙之前，中部，南部与东南非洲居住着过着采集生活的俾格米人，说科依桑诸语的狩猎采集群体，说尼罗河-撒哈拉诸语的牧民和说库希特诸语的畜牧者们。

## 迁徙

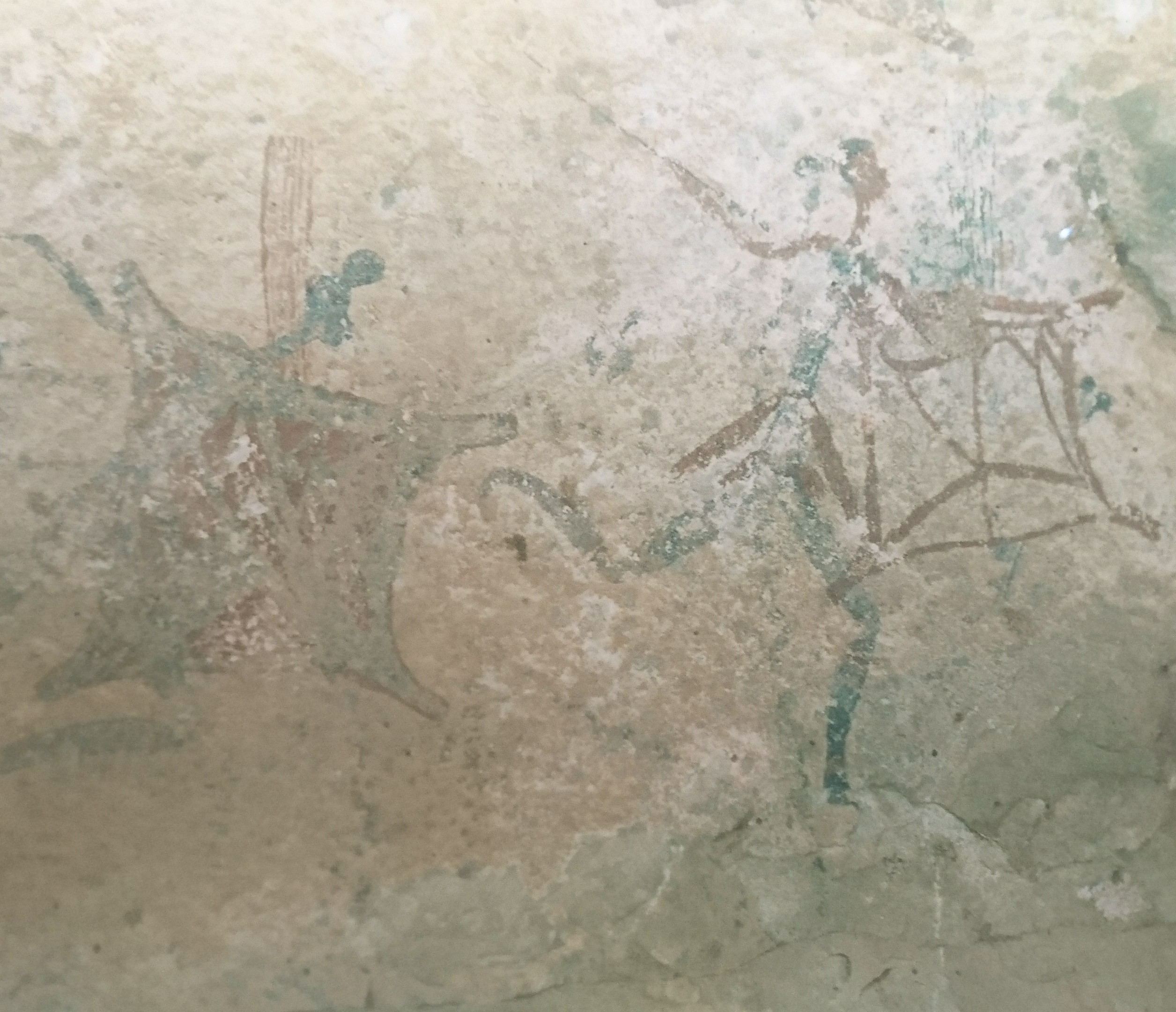
桑人的岩画，描绘了携带盾牌的班图族战士。在过去的2000年里，班图族定居者向南迁移，并定居在南部非洲的热带季风地区，从武力冲突到仪式互动和通婚，他们与当地土著建立了一系列关系。

语言学，考古学和遗传学证据表明，在班图族扩张的过程中，“发生了西非和东非班图语使用者向南部非洲迁移的独立浪潮”。 在一些地方，遗传学证据表明，班图语的扩张很大程度上是大量人口更替的结果 在其他地方，如同其他许多其他语言，班图语的扩展已被证明具有人口遗传学证据，而不是通过完全或主要的人口替代（例如，通通过语言的转变以及外来人口和现有人口的混合）实现的。例如，一项研究发现，说班图语的俾格米人或莫桑比克的那些人属于前者而另一项群体遗传研究发现，津巴布韦的兰巴人的班图语属于后者。 班图语是通过现有人口的语言转移而被使用的，而之前的非洲语言则可能来自于现在已经消失的非洲语系，除了当地班图语的基础影响(比如当地班图语中的喌音)。

### 公元前3000年到公元500年
讲班图语的人从其西非核心地区的扩张似乎始于公元前4000-3500年左右 。尽管早期的模型认为他们既使用铁也进行农耕，但直到公元前400年才出现有关他们使用铁的明确考古证据 ，尽管那时他们已经进入了农业文明。 根据克里斯托弗·埃赫雷特（Christopher Ehret）的说法，西部分支不一定在语言上是独立的，它在约公元前500年沿着沿海和刚果河的主要支流向南方的向安哥拉中部扩张 。 
显然，该地区在扩张之时有着与俾格米人密切关系的人种存在。然而，来自卡宾达的mtDNA基因研究表明，今天在那里只发现了起源于西非的单倍群，而前班图人的独特的L0缺失，这表明有一个完整的种群替代。但是，在南非，可能发生了更复杂的混合。 
在更远的东部，说班图语的社区已经到达了非洲中部的大雨林，到公元前500年，走在最前面的一批已经出现在南部的大草原，也就是现在的刚果民主共和国、安哥拉和赞比亚。
另一边的移民，在3000年前开始向东迁移（公元前1000年 ）在东非大湖附近建立了一个主要的新人口中心，那里的丰饶土地为稠密人口提供了保障。乌雷威文化在公元前550年至650年之间主导了大湖地区。它是非洲最古老的炼铁中心之一。  到公元前一世纪，大湖地区的班图族人开发了冶铁技术，使他们能够生产碳钢。 
小型团体从大湖地区向东南移动的速度更快，由于远离水源的地区的耕作条件相对恶劣，最初的定居点广泛分布在沿海和河流附近。考古发现表明，到公元前100年到公元300年，坦桑尼亚的米萨萨（Misasa）和肯尼亚的夸勒（Kwale）沿海地区出现了班图人。这些社区还与沿海地区已经存在的社区融为一体。在公元300年至公元1000年之间，他们通过印度洋贸易路线，与阿拉伯和印度商人建立了联系，从而发展了斯瓦希里文化。 其他先驱团体在公元300年沿海岸到达了南非的现代夸祖鲁-纳塔尔省，并在公元500年到达了现代林波波省（以前的北德兰士瓦）  

### 公元1100年到公元1700年
在11至15世纪之间，规模比地方酋长大的操班图语的强大国家开始出现。值得注意的早期王国包括在现今安哥拉和刚果民主共和国的刚果王国，在大湖地区的班尼奥洛的Kitara王国，位于今天南非和赞比西河的马彭布韦王国(1075年-1220年)的Monomatapa国王建立了著名大津巴布韦。  斯瓦希里城邦也在这一时期的早期建立。这些包括位于拉穆（Lamu） ，蒙巴萨（Mombasa） ，基尔瓦（Kilwa） ，佩特（Pate）和马林迪（Malindi）的苏丹国。斯瓦希里人与包括大津巴布韦在内的内陆王国进行贸易。从16世纪开始，这种状态形成过程以越来越频繁的频率发生。它们可能是由于人口稠密，导致更加专业化的分工，包括军事力量的形成，同时使移民更加困难。其他因素包括非洲社区之间以及与沿海欧洲和阿拉伯商人之间贸易的增加，经济活动中的技术发展，以及作为国家力量和健康来源的王权政治精神仪式性的新技术。 在这一扩张阶段建立的其他著名内陆中心包括乌干达的Bigo bya Mugenyi、肯尼亚的Thimlich Ohinga和南非的Kweneng' Ruins。  

## 批评
曼弗雷德·K·H·埃格特（Manfred K. H. Eggert）表示：“中非雨林目前的考古记录的质量参差不齐，因此无法让人相信这些是班图族讲者不断涌入森林的反映，更不用说大规模迁移了。 ” 